# Perth Glory FC
Perth Glory FC er en australsk professionel fodboldklub som spiller i Perth, Western Australia, der spiller i Australiens bedste række, A-League. Perth Glory er en af kun tre klubber fra den nu hedengangne National Soccer League, der spiller i A-League. De andre klubber er Adelaide United og Newcastle Jets.